# Alto Vista
Alto Vista is een plaats in de regio Noord van Aruba. De Alto Vista Kapel bevindt zich ten noorden van de plaats.

## Geschiedenis
Een groot deel van de inheemse bevolking van Aruba woonde in het noordoosten van het eiland rond Alto Vista. In 1750 werd de Alto Vista Kapel gesticht door pater Pablo de Algemesi om de inheemse bevolking te bekeren. In 1806 werd geschat dat er op het eiland 141 inheemse gezinnen, en 60 blanke gezinnen waren, maar er brak een zwarte koorts-epidemie uit, en de overgebleven inheemsen verhuisden naar Noord. In 1816 was de kapel verlaten, en verviel tot een ruïne.
In 1952 werd de kapel hersteld en heropend. Vanaf de jaren 1990 werden woonwijken gebouwd in Alto Vista.

## Overzicht
Jaarlijks vindt er een processie plaats van Noord naar de Alto Vista Kapel. Het exotische dierenopvangcentrum Philip's Animal Garden bevindt zich in Alto Vista. Het heeft meer dan 50 diersoorten, en is te bezoeken. De voetbalclub SV Deportivo Nacional die in de Arubaanse Division Honor speelt, heeft sinds 2015 zijn thuisbasis in Alto Vista.

## Galerij

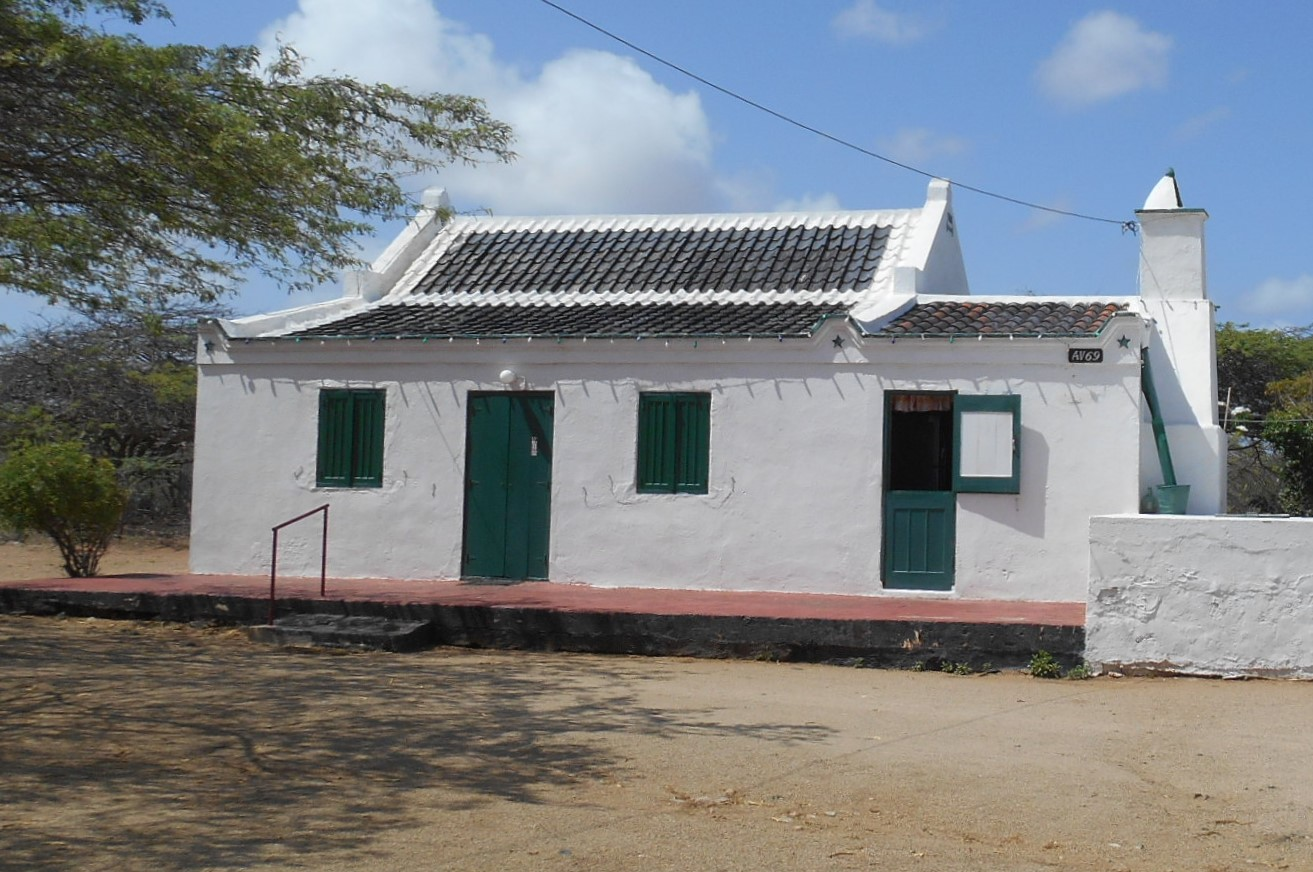
Huis in Alto Vista
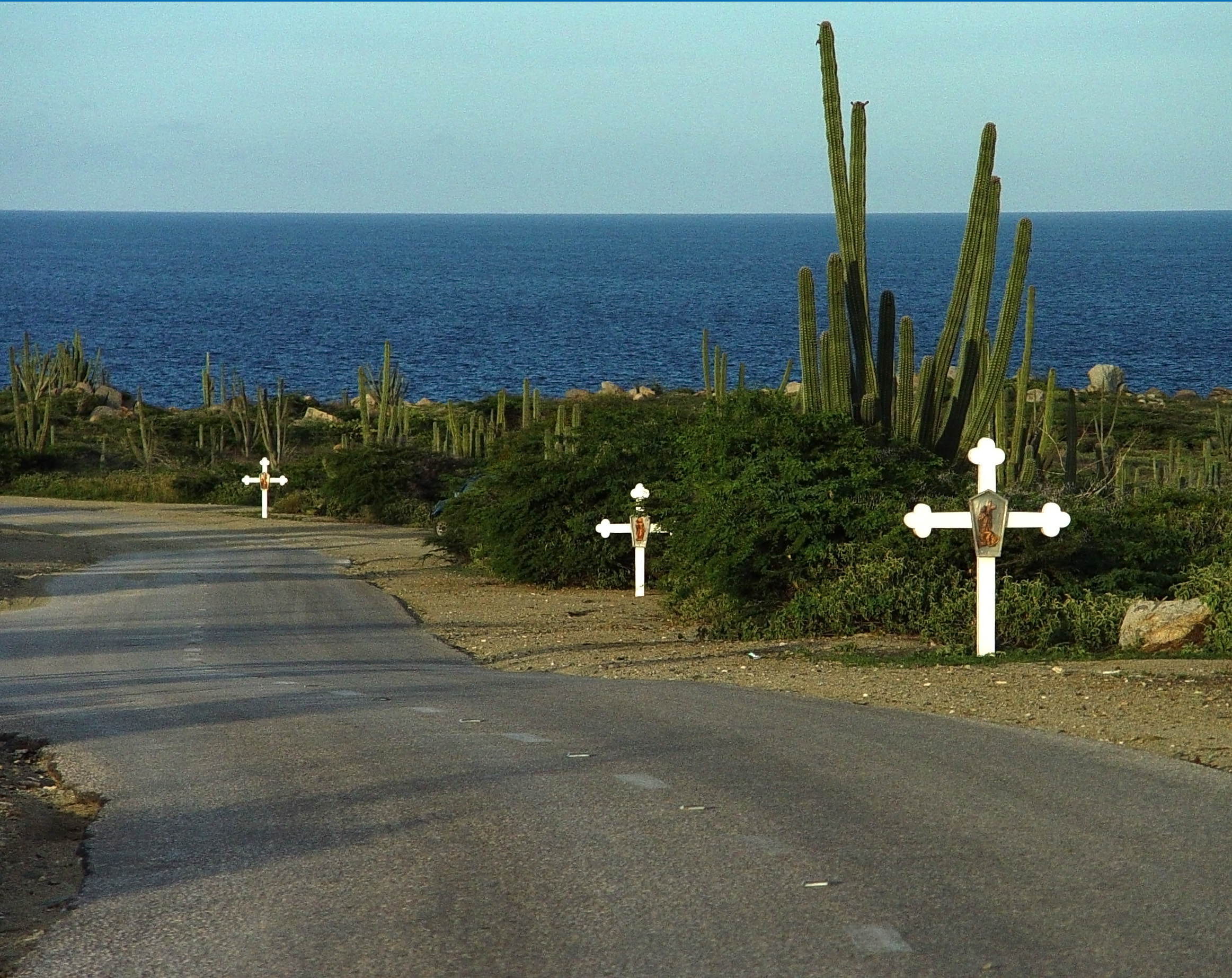
De weg naar de kapel
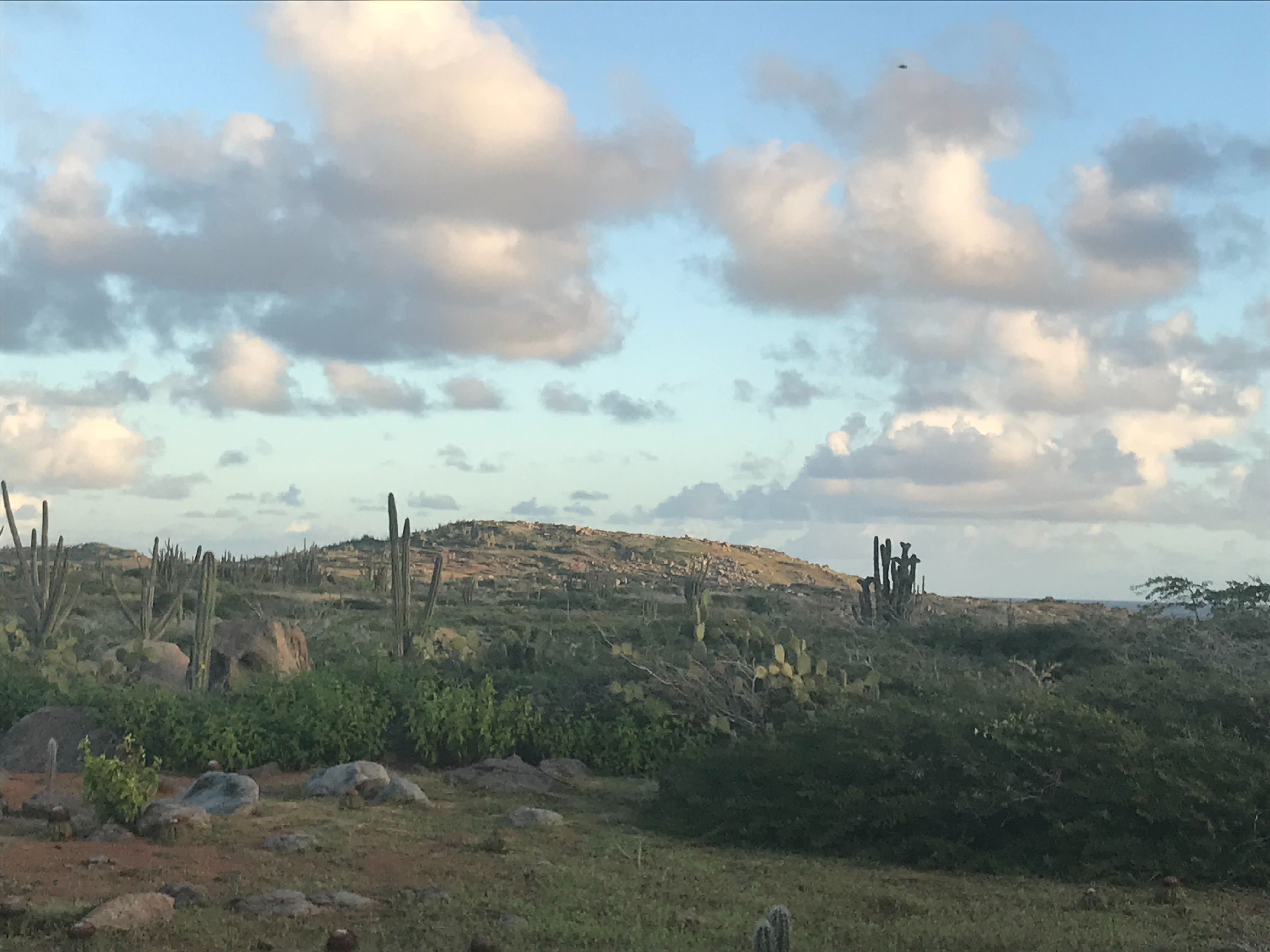
Natuur rond Alto Vista
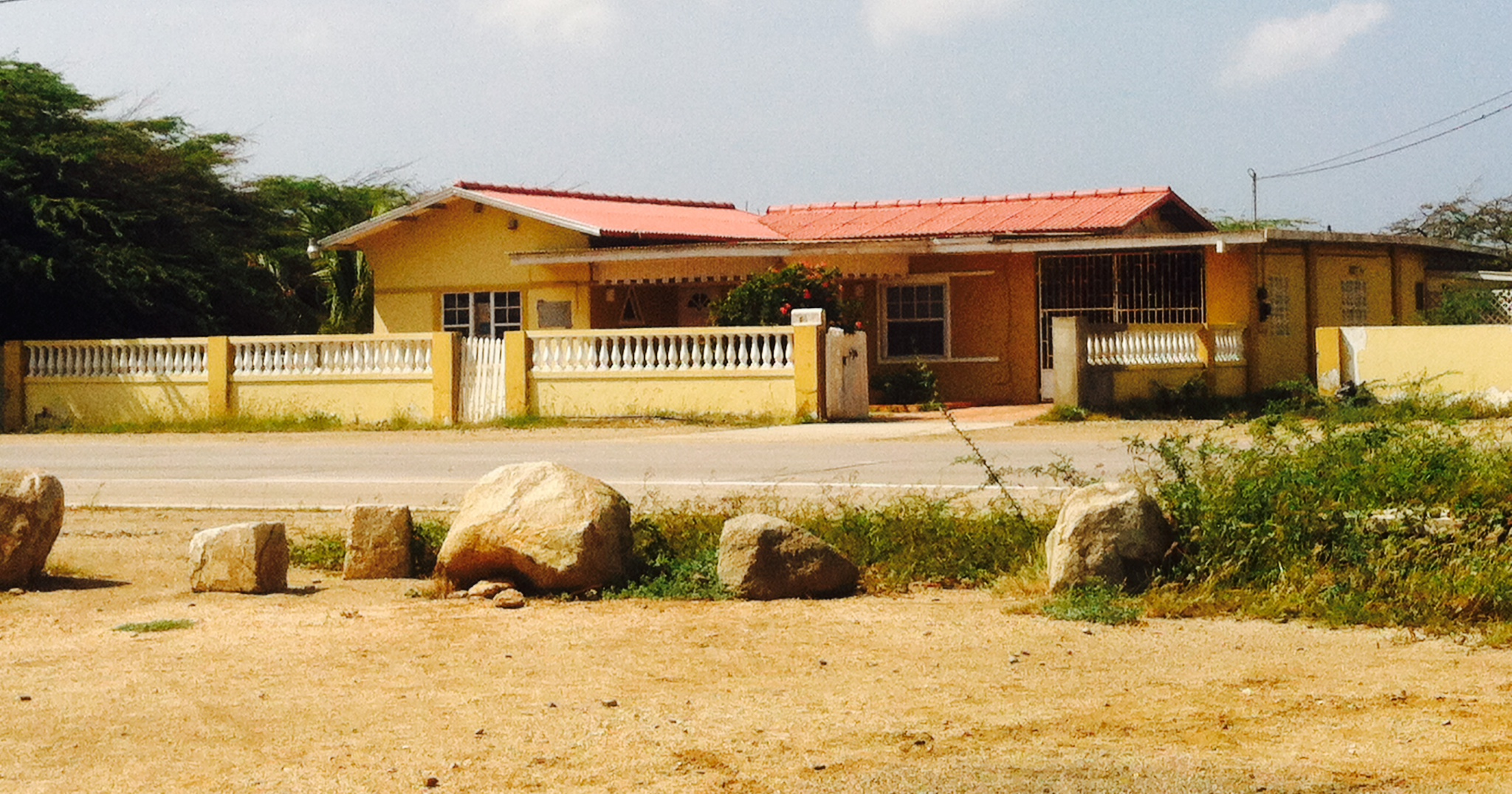
Huis in Alto Vista